# De Beer z'n Veld
De Beer z'n Veld is een villa aan de Biltseweg 27 in Soest.
Het woonhuis op het landgoed Pijnenburg werd in 1924 in opdracht H. Kleijn gebouwd aan de Pijnenburgerlaan 1. Het witgepleisterde woonhuis diende waarschijnlijk als jachtopzienerswoning. De oprijlaan staat haaks op de Biltseweg, naar deze weg loopt een pad via een houten brug over de Praamgracht.
De ingang is aan de linker zijde. De openslaande deuren met bovenlicht rechts,zijn net als de luiken, geschilderd in de kleuren van Pijnenburg: rood, wit en groen. De twee boerderijen op het pad naar het huisje heten De Boomgaardschuur en Muizenburg. De boerderijen en huizen op het landgoed Pijnenburg hebben allemaal een naam. De in de gevel gegraveerde naam De beer z‘n veld is een verwijzing naar 'mannetjesvarken'.